# Роберт Корен
Роберт Корен (20. септембар 1980) бивши је словеначки фудбалер који је играо на позицији везног играча.
Наступао је за Дравоград, Цеље, Лилестрем, Вест Бромич албион, Хал Сити и Мелбурн Сити, с тим што се 2017. године вратио у Дравоград где је завршио каријеру.
За репрезентацију Словеније одиграо је 61 утакмицу и постигао два гола. Био је у саставу Словеније на Светском првенству 2010.

## Статистика каријере

### Репрезентативна
Ажурирано 6. септембра 2011.
| Словенија | Словенија | Словенија |
| Година    | Утакмице  | Голови    |
| --------- | --------- | --------- |
| 2003      | 4         | 0         |
| 2004      | 5         | 0         |
| 2005      | 5         | 0         |
| 2006      | 7         | 1         |
| 2007      | 9         | 0         |
| 2008      | 5         | 1         |
| 2009      | 9         | 2         |
| 2010      | 11        | 0         |
| 2011      | 6         | 1         |
| Укупно    | 61        | 5         |